# Pays de la Vallée de la Dore
Le Pays de la Vallée de la Dore, (anciennement appelé Pays d’Ambert Livradois Dore Forez) était une structure de regroupement de collectivités locales françaises (Pays), située dans le département du Puy-de-Dôme et la région Auvergne-Rhône-Alpes, qui tire son nom de la rivière Dore.
Son activité a cessé le 11 juin 2020.

## Composition
Au 1er janvier 2017 :
- Communauté de communes Ambert Livradois Forez
- Communauté de communes Entre Dore et Allier
- Thiers Dore et Montagne

## Situation
Le pays se situe au sud-est du département du Puy-de-Dôme. Il correspond à peu près à l'arrondissement d'Ambert. Il s'étend sur la partie est des Monts du Livradois, la plaine d'Ambert et le sud-ouest des Monts du Forez.

## Description
- Date de reconnaissance : 29 juillet
- Superficie :  1993,84 km²
- Population : 25 634 habitants
- Densité : 12,86 habitants/km2
- Villes principales : Ambert